# Ulei de pește
Uleiul de pește este un ulei derivat din țesuturile anumitor specii de pește. Acesta conține cantități importante de acizi grași omega-3, precum: acid eicosapentaenoic (EPA) și acid docosahexaenoic (DHA), fiind precursori ai eicosanoidelor care reduc inflamația din organism și ajută la reducerea hipertrigliceridemiei.